# Stolnica v Siracusi
Stolnica v Siracusi (Duomo di Siracusa), uradno Cattedrale metropolitana della Natività di Maria Santissima, je starodavna katoliška cerkev v Siracusi na Siciliji in sedež rimskokatoliške nadškofije Siracusa. Njena struktura je izvirno grški dorski tempelj in je bila zato leta 2005 vključena na Unescov seznam svetovne dediščine. 
Stolnica stoji v zgodovinskem jedru mesta na otoku Ortigia.

## Zgodovina
Izvor templja na tem kraju je datiran v prazgodovino. Veliki grški Atenin tempelj je bil zgrajen v 5. stoletju pred našim štetjem. Tempelj je bil dorska zgradba s šestimi stebri na krajših stranicah in 14 na dolgih stranicah. Platon in Atenaj omenjata tempelj, plenjenje njegovega okrasa omenja Cicero v letu 70 pr. n. št. kot enega od zločinov guvernerja Veresa. 
Na arheološkem najdišču je izkopaval Paolo Orsi med letoma 1907 in 1910. Pokazalo se je, da je bil grški tempelj zgrajen na še starejših temeljih in je razkril bogastvo arhaičnih in predhelenističnih artefaktov. Mnoga so v regionalnem arheološkem muzeju (Museo archeologico regionale) Paola Orsija v Siracusi.
Sedanjo stolnico je zgradil škof, sveti Zosim iz Siracuse v 7. stoletju. V stenah sedanje cerkve so bili vgrajeni dorski stebri originalnega templja. Vidijo se znotraj in zunaj. Stavba je bila leta 878 spremenjena v mošejo, nato pa spet v krščansko cerkev, ko je Norman Rogerij I. prevzel mesto leta 1085. Streha ladje je normanskega izvora,  pa tudi mozaiki v apsidah.
V sklopu povečane gradbene dejavnosti po potresu na Siciliji 1693 je bila stolnica obnovljena, preurejena je bila fasada, delo arhitekta Andrea Palme med letoma 1725 in 1753. Slog je sorazmerno pozen visoki siciljanski barok. Dvojni slog korintskih stebrov na fasadi je klasičen primer izrezljanih akantovih listov na glavnih mestih. Kipi v naravni velikosti na pročelju so delo kiparja Ignazia Marabittija.
Notranjost cerkve, glavna in dve stranski ladji združujejo rustikalne stene in baročne podrobnosti. Najzanimivejši deli notranjosti so kropilnik z marmornim bazenom (12.–13. stoletje), srebrni kip svete Lucije Pietra Rizza (1599), ciborij Luigia Vanvitellija in kip Marije Snežne (Madonna della Neve, 1512) Antonella Gaginija.

## Sveta Lucija
Od leta 2015 ima stolnica številne relikvije svete Lucije, zavetnice mesta: številne delce kosti, halje, tančico in par čevljev.  Dvakrat letno, prvo nedeljo v maju in 13. decembra, je praznik, ko kip svete Lucije kiparja Pietra Rizza (1599), prinesejo iz stolnice in ga nosijo po ulicah. Srebrni kip ima tri drobce njenih reber.
Na Stolniškem trgu (Piazza Duomo) je še samostanska cerkev svete Lucije (Santa Lucia Alla Badia), malo proti jugu. V tej cerkvi je  Caravaggieva slika Pokop svete Lucije.

## Svetovna dediščina
Stolnica je pomemben del zgodovinskega jedra v Siracusi. Od leta 2005 je celotno mesto skupaj z nekropolo Pantaliko na Unescovem seznamu svetovne dediščine. Namen tega programa je katalogizirati, poimenovati in ohranjati območja izjemnega kulturnega ali naravnega pomena za skupno dediščino človeštva.
Odbor, ki ocenjuje morebitne kandidate, je opisal razloge za izbiro: "spomeniki in arheološka najdišča v Siracusi so najboljši primer izjemne arhitekturne ustvarjalnosti, ki zajema več kulturnih vidikov: grškega, rimskega in barok", ki sledijo antičnim Sirakuzam in  so "neposredno povezane z dogodki, idejami in literarnimi deli izjemnega univerzalnega pomena." 

## Zgradba

### Predhodniki
Od 7. stoletja pred našim štetjem temelji Ateninega svetišča grških naseljencev ležijo blizu sedanje stolnice. Svetišče je imelo obliko dolgega megarona z oltarjem spredaj. Oltar je bil odkrit med izkopavanji v začetku 20. stoletja.
V 6. stoletju (približno 530 pr. n. št.) je bilo to svetišče zamenjano z večjim. Ta bi moral biti peripter v jonskem slogu. Konstrukcija jonskega templja je bila opuščena, vendar so 480–470 pr. n. št. po zmagi v bitki pri Himeri nad Kartažani pod tiranom Gelonom začeli graditi dorski zmagovalni tempelj blizu jonskega.

### Dorski tempelj
Dorski tempelj zmage, ki je bil posvečen Ateni, je nastal kot naos heksastil (tj. s šestimi stebri na sprednji strani) in peripter (tempelj s krožnim stebriščem). Na stranskih stranicah je bilo 14 stebrov. Mere stavbe so bile 22 × 55 metrov, stebri so bili visoki skoraj 9 metrov. V obdobju  Marka Tulija Cicera sta bili dodani dekoracija v slonokoščeni in zlati barvi ter vrsta poslikanih plošč. Te so predstavljale konjeniško bitko med Agatoklom iz Sirakuz in Kartažani ter portrete 27 tiranov in kraljev mesta. Glavno pročelje templja je bilo vzhodno od kora današnje stolnice.
Danes so stebri leve strani delno vidni od zunaj, od znotraj so tudi devet stebrov obzidanega stebrišča po desni strani in preddverje cele (opistodom in pronaos). Posamezne marmorne opeke in intarzije v levji glavi so v arheološkem muzeju.

### Vgradnja krščanske bazilike
Od 7. stoletja je potekala rekonstrukcija v krščansko cerkev. V ta namen so bili pozidani prostori med dorskimi stebri. Po drugi strani pa je bila stena cele prebita z osmimi odprtinami na obeh straneh, kar je povzročilo vtis triladijske bazilike. Odstranjene so bile tudi stene, ki so ločevale pronaos in prednje preddverje (opistodom), s čimer se je razširila notranjost v vzdolžni osi. Po spremembi v mošejo med islamsko prevlado je bila cerkev spet posvečena leta 1095 kot cerkev. V normanskem obdobju so bili zgrajeni oboki, v zunanjih stenah pa okna. Apsida je bila okrašena z mozaikom. V 15. stoletju je bila zgrajena obarvana talna obloga. Leta 1518 je ladja dobila svojo leseno streho, ki je še vedno ohranjena. Od leta 1728 je bila fasada poškodovana zaradi velikega potresa leta 1693, obnovljena v slogu siciljanskega baroka. To delo pod vodstvom Andree Palme je trajalo do leta 1753. Trije veliki kipi Ignazia Marabittija (Devica, sveta Lucija, sveti Marziano) so nastali šele štiri leta kasneje.

### Notranjost
Na desni strani ladje je več kapelic. V vrstnem redu od spredaj do zadnje so:
- krstilna kapela: marmorno helenistično korito je bilo spremenjeno v krstilnik. Okraski majhnih bronastih levov so iz 13. stoletja;
- kapela svete Lucije: v njej je srebrn kip svetnice, delo Pietra Rizza iz leta 1599;
- kapela zakramenta: na poligonalnem tlorisu in s freskami Agostina Scille na oboku (1657);
- kapela križa: zgrajena je bila konec 17. stoletja namesto južne, manjše apside. Slika, ki predstavlja svetega Zosima, je morda delo Antonella iz Messine.

## Galerija
- Antični stebri Ateninega templja, vgrajeni v stolnico
- Akvarel francoskega popotnika Jeana-Pierra Houëla, okoli 1776
- Fasada in stranica
- Notranjost, prižnica
- Marabitti, Marijin kip
- Sveti Pavel na fasadi stolnice
- Vitraj v kapeli svete Lucije